# Coelopyrena salicifolia
Coelopyrena salicifolia là một loài thực vật có hoa trong họ Thiến thảo. Loài này được Valeton mô tả khoa học đầu tiên năm 1909.